# Хассан Хабібі (футболіст)
Хассан Хабібі (перс. حسن حبیبی, нар. 7 лютого 1939, Керман) — іранський футболіст, що грав на позиції захисника, зокрема за національну збірну Ірану, у складі якої — володар Кубка Азії 1968 року. По завершенні ігрової кар'єри — тренер.

## Клубна кар'єра
У дорослому футболі дебютував 1958 року виступами за команду «Шахін» (Тегеран), в якій провів один сезон. 
Протягом 1960—1963 років захищав кольори клубу «Тадж».
1963 року перейшов до лав «ПАС Тегеран», за який відіграв решту 9 сезонів ігрової кар'єри.

## Виступи за збірну
1964 року дебютував в офіційних матчах у складі національної збірної Ірану.
У складі збірної був учасником домашнього кубка Азії 1968 року, здобувши того року титул переможця турніру.
Загалом протягом семирічної кар'єри в національній команді провів у її формі 20 матчів.

## Кар'єра тренера
Розпочав тренерську кар'єру відразу ж по завершенні кар'єри гравця, 1972 року, залившись у клубній структурі «ПАС Тегеран» як головний тренер команди.
1979 року став головним тренером національної збірної Ірану. Наступного року команда під його керівництвом здобула третє місце на  Кубку Азії 1980 у Кувейті.
Згодом протягом 1982–1992 років очолював тренерський штаб тегеранського «Арарата».
Пізніше у 1991–1994 роках керував діями олімпійської збірної Ірану.

## Титули і досягнення
- Володар Кубка Азії з футболу (1): 1968